# 内藤馬蔵

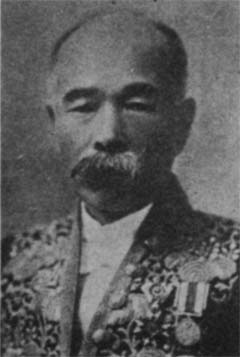
内藤馬蔵

内藤 馬藏（ないとう うまぞう、1873年（明治6年）11月17日 - 1940年（昭和15年）1月10日）は、日本の教育者。

## 経歴
岡山県出身。1899年（明治32年）、東京帝国大学文科大学史学科を卒業し、大学院に入った。1901年（明治34年）、第六高等学校教授となり、20年余り勤務した。1924年（大正13年）から1927年（昭和2年）まで高知高等学校校長を務めた。